# Mount Peale
Mount Peale – szczyt w USA, w południowo-wschodniej części stanu Utah, położony 30 km na wschód od miasta Moab, w hrabstwie San Juan, w górach La Sal Mountains. Jest to najwyższy szczyt w górach La Sal Mountains oraz drugi pod względem wysokości w stanie Utah. 
Nazwa szczytu pochodzi od nazwiska Alberta Charlesa Peale geologa, mineraloga i botanika uczestnika wyprawy geologicznej z 1871 roku zorganizowanej przez Ferdynanda Hayden, która między innymi dokonała pomiarów na terenie obecnego parku Yellowstone.